# Course de côte du Schauinsland
La Course de côte du Schauinsland, près de Fribourg-en-Brisgau au pied de la Forêt-Noire, était une compétition automobile notamment disputée avant-guerre le plus souvent au mois d'août, à 13 reprises consécutives. Le mont lui-même culmine à 1,284 mètres d'altitude.

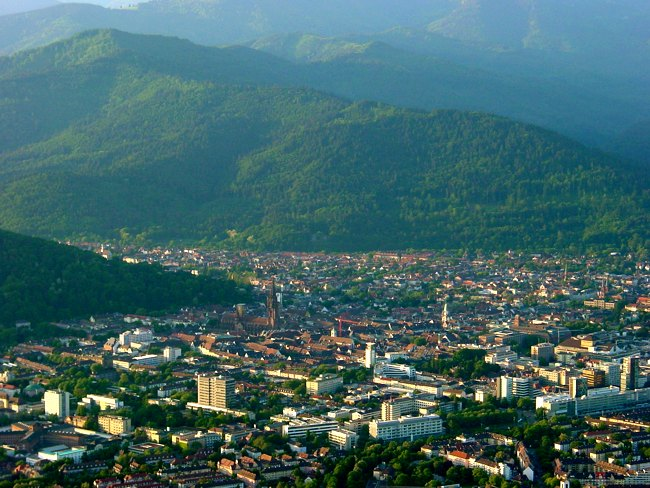
Fribourg, près de la Forêt-Noire.

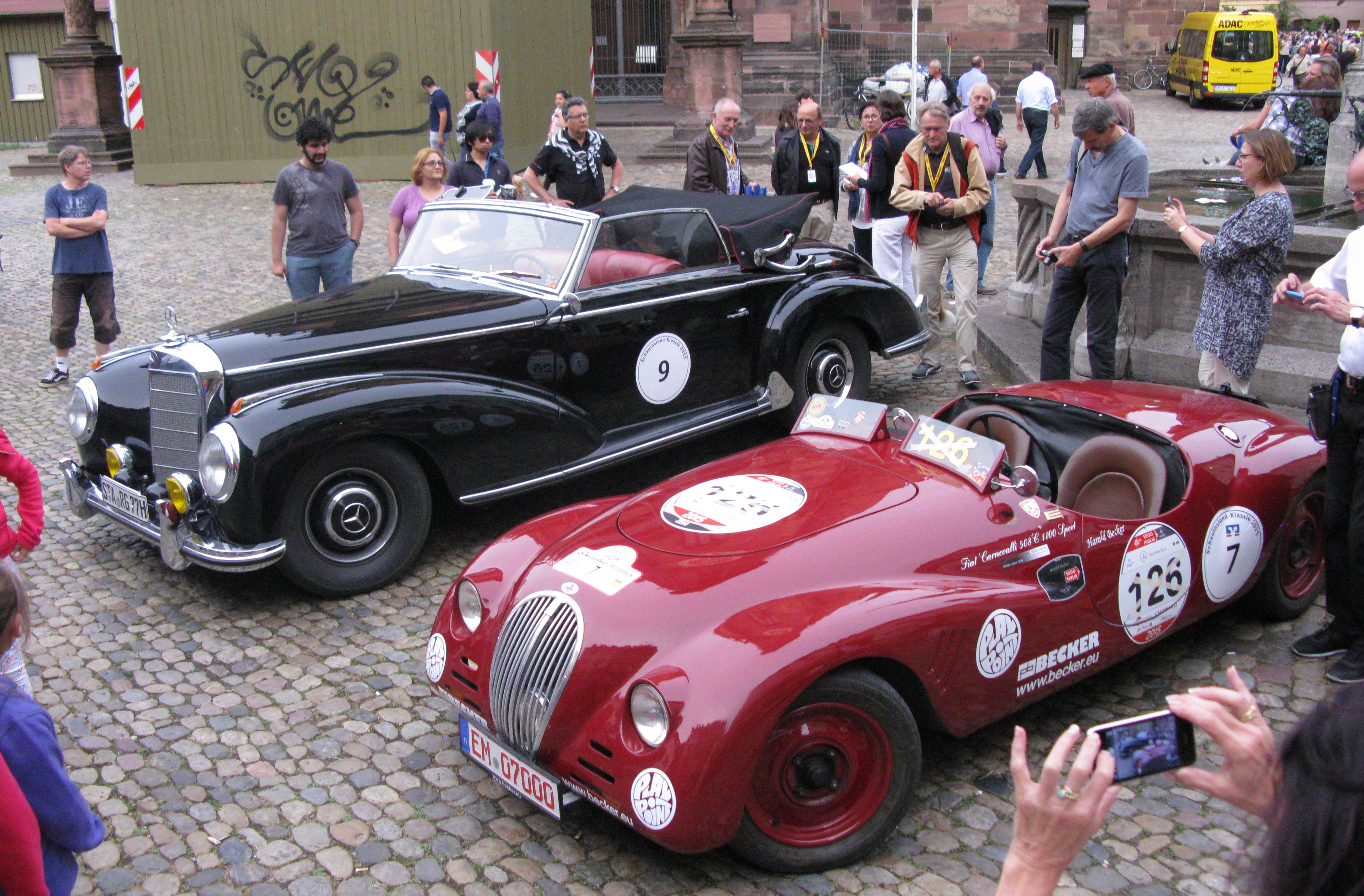
Voitures de la Schauinsland-Klassik.

## Histoire
Elle est intégrée au Championnat d'Europe de la montagne en 1930 (pour la première édition de ce dernier). Son parcours est jusqu'au début des années 1950 invariablement de 12 kilomètres. Le record de l'ascension est alors de moins de 8 minutes (exactement 7 min 59 s 3), établi en 1936 par Bernd Rosemeyer.
Elle revient en championnat d'Europe dès la première année de sa réorganisation, en 1957 sous le nom de Grosser Berpreis Freiburg-Schauinsland, se disputant alors à la fin juillet ou au début août. Son appellation de 1960 à 1962 est l'ADAC Bergrekord Freiburg - Schauinsland. 14 éditions consécutives ont lieu annuellement jusqu'en 1970, puis durant les 15 années suivantes l'épreuve n'est plus retenue qu'une année sur deux, en alternance.
Elle fait partie des épreuves choisies pour le Championnat du monde des voitures de sport 1964, ainsi que pour celui de 1965.
La trentième édition a lieu en 1969, et Gerhard Mitter s'est imposé à trois reprises consécutives dans le cadre continental (dix neuf ans après le quatrième succès de Hans Stuck).
La Schauinsland-Klassik, une épreuve VHS (Véhicules Historiques de Sport), perpétue le souvenir de cette compétition depuis quelques années.

## Palmarès avant-guerre
| Année | Vainqueur                   | Écurie                 |
| ----- | --------------------------- | ---------------------- |
| 1925  | Christian Werner            | Mercedes 2L.           |
| 1926  | Christian Werner            | Mercedes 2L.           |
| 1927  | Adolf Rosenberger           | Mercedes GP, type 1914 |
| 1928  | Huldreich Heusser           | Bugatti T35B           |
| 1929  | Hans Stuber                 | Bugatti T35C           |
| 1930  | Heinrich-Joachim von Morgen | Bugatti T35B           |
| 1931  | Rudolf Caracciola           | Mercedes-Benz SSKL     |
| 1932  | Rudolf Caracciola           | Alfa Romeo Tipo B      |
| 1933  | Hans Stuber                 | Bugatti T51            |
| 1934  | Hans Stuck                  | Auto Union Type A      |
| 1935  | Hans Stuck                  | Auto Union Type B      |
| 1936  | Bernd Rosemeyer             | Auto Union Type C      |
| 1937  | Hans Stuck                  | Auto Union             |

## Après-guerre
Les éditions 1951 et 1953 comptent pour le championnat d'Allemagne des voitures de sport (en allemand : Deutsche Sportwagenmeisterschaft).
| Année | Vainqueur     | Écurie                      |
| ----- | ------------- | --------------------------- |
| 1949  | Hans Stuck    | AFM 2000                    |
| 1950  | Fritz Riess   | Veritas RS                  |
| 1951  | Toni Ulmen    | Veritas RS "Großmutter" BMW |
| 1953  | Hans Herrmann | Porsche 550 Spyder 1500 S   |

## Palmarès en Championnat d'Europe

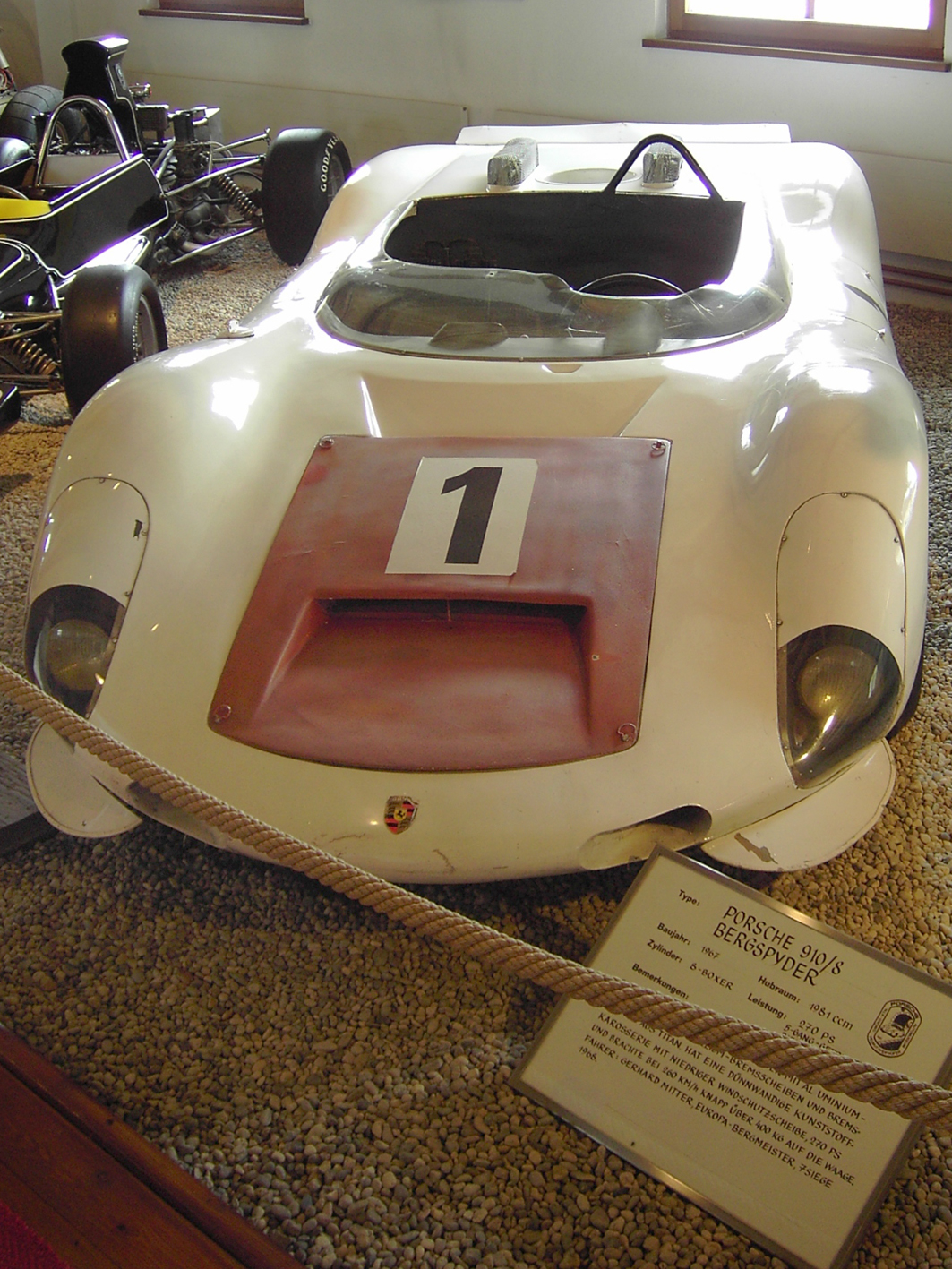
La Porsche 910 Bergspyder de Gerhard Mitter, également championne d'Europe (Porsche Museum).

| Année | Vainqueur           | Écurie                            |
| ----- | ------------------- | --------------------------------- |
| 1957  | Edgar Barth         | Porsche RSK 1500                  |
| 1958  | Joakim Bonnier      | Borgward H1500RS                  |
| 1959  | Edgar Barth         | Porsche RSK 1500                  |
| 1960  | Heini Walter        | Porsche RS60/1700                 |
| 1961  | Heini Walter        | Porsche RS1600                    |
| 1962  | Ludovico Scarfiotti | Ferrari Dino 196SP                |
| 1963  | Edgar Barth         | Porsche 718 WRS                   |
| 1964  | Edgar Barth         | Porsche 718 RS Spyder             |
| 1965  | Ludovico Scarfiotti | Ferrari Dino 166P/206P Berlinetta |
| 1966  | Gerhard Mitter      | Porsche 910 Coupe                 |
| 1967  | Gerhard Mitter      | Porsche 910 Bergspyder            |
| 1968  | Gerhard Mitter      | Porsche 910 Bergspyder            |
| 1969  | Peter Schetty       | Ferrari 212E Montagna             |
| 1970  | Rolf Stommelen      | Brabham BT30                      |
| 1972  | Xavier Perrot       | March 722                         |
| 1974  | Fredy Amweg         | March 742                         |
| 1976  | Markus Hotz (pl)    | March 762                         |
| 1978  | Mario Ketterer      | TOJ SC206                         |
| 1980  | Michel Pignard      | TOJ SC206                         |
| 1982  | Markus Hotz (pl)    | March                             |
| 1984  | Walter Pedrazza     | March PRC F2                      |